# Illuminati (Marvel Comics)
O Illuminati é um grupo fictício de super-heróis que uniram forças e secretamente trabalharam por trás das cortinas de quase todos os grandes eventos do Universo Marvel.
Os Illuminati aparecem no filme do Universo Cinematográfico Marvel Doutor Estranho no Multiverso da Loucura.

## História
Com uma findada guerra onde a Terra foi o centro da batalha, os maiores gênios, abastardos e grandes líderes dos heróis do planeta se reuniram para poder formar um grupo secreto, onde decisões iriam ser tomadas. Depois de muitos anos o grupo se desfez depois de trágicas decisões que resultaram nas sagas Planeta Hulk e Hulk Contra o Mundo. Atualmente o grupo se reuniu novamente e se refez com grande parte de seus membros originais e algumas adições, mantendo ainda o mesmo objetivo de tomar decisões em prol de todas raças nascidas na Terra.

## Formação original
Os membros da primeira formação foram:
- Professor X (Charles Francis Xavier) - Líder dos X-Men - Representava os Mutantes e os X-men

- Doutor Estranho (Stephen Strange) - Líder dos Defensores e também o Mago Supremo da Terra - Representava os Magos e os Defensores

- Senhor Fantástico (Reed Richards) - Líder do Quarteto Fantástico - Representava o Quarteto Fantástico

- Namor (Namor Mackenzie) - Rei de Atlântida - Representava os Atlantes

- Homem de Ferro (Tony Stark) - Líder dos Vingadores - Representava os Vingadores e os Humanos

- Raio Negro - Rei da raça Inumana - Representava a raça Inumana

Esses se reuniram diversas vezes, ao longo de anos, para poderem tomar supostamente as melhores decisões em prol da raças nascidas na Terra, dentre essas Humanos, Mutantes, Inumanos etc. O Pantera Negra alertou que atuarem escondidos da comunidade super-heroica não daria certo, mas foi ignorado. O grupo se reuniu para decidir o futuro de Wanda Maximoff, a Feiticeira Escarlate quando ela causou vários distúrbios na Terra durante os eventos de Vingadores: A Queda, Dinastia M e Dizimação, mas agiram em conjunto a outros heróis para não levantarem suspeitas.

### Planeta Hulk e Hulk Contra o Mundo
Foram eles os causadores dessas duas aventuras do Golias Esmeralda, pois a última decisão do grupo foi enviar Bruce Banner numa missão espacial cujo objetivo final era o seu banimento da Terra. Bruce Banner teoricamente teria que recolocar um satélite em órbita e nisso ele desaparece misteriosamente. Seu destino inicialmente planejado era um planeta habitado apenas por formas não-inteligentes, onde ele viveria caçando até o fim dos seus dias, porém diferentemente do planejado ele foi para um planeta guerreiro, Sakaar onde tinha que lutar pela sobrevivência o tempo todo. O que os Illuminati não esperavam era o desenrolar dos eventos que não salvaguardaria a Humanidade como pretendiam, ao contrário, a deixaria ameaçada pela selvagem vingança do Hulk, que estava furioso como nunca e com níveis de poder jamais vistos antes pelo seguinte motivo: o gigante verde se enamorara da rainha nativa e a engravidara, mas a bomba colocada em sua nave acabou por matar a ela e seu filho por nascer (na realidade seu filho Skaar, sobreviveu em função do fator de cura herdado do pai), fazendo com que Hulk culpasse os Iluminati e retornasse à Terra para destruí-los e com os níveis de poder incontroláveis. Esse foi o início da saga "Hulk contra o Mundo".
Ao final dessa saga o grupo se desfez após sua grande sequência de decisões erradas que causaram grande destruição no universo Marvel.

## Formação atual
Após os membros decidirem que era necessário a reconstrução do grupo, eles se reuniram novamente e convidaram dois novos membros, Fera como substituto do Professor Xavier, que estava com menor influência após um tempo sumido, enquanto esteve morto. Já o Capitão América foi chamado por ser uma das vozes mais influentes, provavelmente a mais influente voz na comunidade heroica, sendo então um termômetro e aconselhador da possível reação das pessoas quando as decisões fossem reveladas, sendo assim não cometeriam os mesmo erros que causaram sua dissolução na formação anterior. Porém o Capitão foi expulso logo na primeira edição da nova revista após vários desentendimentos com os outros membros por discordar de grande parte de seus métodos, que consistem em agir por debaixo dos panos. 
Quando se reuniram novamente, a formação ficou dessa maneira:
- Fera (Hank McCoy) - Influência muito forte dentro dos X-Men - Representa os mutantes e os X-men
- Doutor Estranho (Stephen Strange) - Líder dos Defensores, Mago Supremo da Terra e membro notável dos Novos Vingadores - Representa os Magos, os Defensores e os Novos Vingadores
- Senhor Fantástico (Reed Richards) - Líder do Quarteto Fantástico - Representa o Quarteto Fantástico
- Namor (Namor Mackenzie) - Rei de Atlântida - Representa o povo Atlante
- Homem de Ferro (Tony Stark) - Líder dos Vingadores - Representa os Vingadores
- Raio Negro - Rei da raça Inumana - Representa a raça Inumana
- Pantera Negra (T'challa) - Rei de Wakanda - Representa os Humanos

## Outras versões

### Terra-231
Nesta realidade, o Senhor Fantástico matou os outros membros dos Illuminati para evitar que fossem muito ambiciosos.

### Terra-976
Nesta realidade, os Illuminati consistiam em Homem de Ferro, Senhor Fantástico, Namor, Raio Negro, Doutor Destino e Magneto. O Ato de Registro Super-Humano e a Iniciativa foram implementados com sucesso porque Doutor Destino e Magneto eram membros dos Illuminati.

### Terra-2319
Estes Illuminati incluíam Senhor Fantástico, Doutor Destino, Pantera Negra, Jaqueta Amarela, Capitão Britânia (Betsy Braddock), Capitão Britânia (Brian Braddock), Homem de Ferro e Emma Frost. Eles e seu mundo foram destruídos por Mapmakers durante um evento de incursão.

### Marvel Apes
No universo Marvel Apes, os Illuminati são chamados de Prime Eight. Eles consistem em Raio Negro, Cleook, Doutor Destino, Nicole Furry, Hulk, Iron Mandrill, Professor X e Surfista Prateado.

### What If?
Em What If? resultados alternativos detalhados do enredo Age of Ultron. Nesta realidade, os Illuminati planejam restaurar um símbolo nacional de esperança após a morte do Capitão América. Eles escolhem Frank Castle como sucessor do Capitão América, porque seu serviço ao seu país o torna esse símbolo. O Senhor Fantástico dá a Castle uma versão melhor do soro do Super-Soldado, tornando-o o novo Capitão América. Décadas depois, o plano do Homem de Ferro de produzir em massa o "Capitão Américas" com soro para cada estado para a iniciativa do Capitão Americas desilude Castle, que decide se aposentar.

## Em outras mídias
- Os Illuminati fazem uma aparição no filme animado Planeta Hulk, consistindo de Homem de Ferro, Doutor Estranho, Senhor Fantástico e Raio Negro.[5]

- Uma variação dos Illuminati aparece no filme do Universo Cinematográfico Marvel Doutor Estranho no Multiverso da Loucura (2022),[6] Esta versão do grupo vem da Terra-838 e consiste em suas versões de Karl Mordo, Capitã Carter, Raio Negro, Maria Rambeau / Capitã Marvel, Reed Richards e Professor X. Stephen Strange de seu universo também era um membro até que os Illuminati o executaram por extrair poder do Darkhold e o substituíram por Mordo. Eles prendem Stephen Strange da Terra-616 e America Chavez por ameaçar o multiverso, mas todos, exceto Mordo, são mortos pela Feiticeira Escarlate.